# Maurizio Becker
Maurizio Orlando Becker (Neede, 30 aprile 1964) è un giornalista, scrittore e musicologo italiano. Dal 2008 al 2012 è stato direttore del mensile musicale Musica Leggera; dal 2014 è caporedattore della rivista musicale Classic Rock, rivista di cui è diventato direttore nel 2023. Dal 2016 al 2023 è stato caporedattore di Vinile, e dal 2023 è condirettore, insieme a Renato Marengo, di Ciao 2001. Maurizio Becker fa parte della giuria della Targa Tenco.

## Biografia
Figlio di un numismatico tedesco, Maurizio Becker è nato nei Paesi Bassi. Ha trascorso l'infanzia dapprima a Bologna, poi a Roma ed infine ad Avellino. Dopo il conseguimento della maturità classica, ha iniziato l'attività di giornalista musicale nei primi anni '80, lavorando in una radio privata locale (Radio Alfa 102) e collaborando poi con le riviste Ciao 2001, Music, Blu (il magazine di musica italiana diretto da Maria Laura Giulietti), Il mucchio selvaggio e Fare musica. Ha pubblicato volumi su alcuni nomi del pop anglosassone; si è dedicato poi a studi specialistici di carattere storico sulla musica leggera italiana, e nel 1999 ha fatto uscire La canzone napoletana (Octavo edizioni, Firenze), con una recensione di Paolo Limiti. Nel 1995 è diventato direttore del mensile musicale Free, costituito solo da recensioni discografiche, che avrà però vita breve. Ha lavorato in Rai come autore e conduttore di alcuni programmi radiofonici come Stereonotte (dal 1996 al 1999), Il cammello di Radio 2 (dal 2000 al 2003), Effetti personali (2005). Nel 2007 ha pubblicato con la Coniglio Editore C'era una volta la RCA, libro-intervista a Lilli Greco, che nel 2008 ha ottenuto il Premio Siae come miglior libro di saggistica sulla musica italiana.
Nel 2008 è diventato direttore della rivista Musica Leggera, edita da Coniglio Editore, che si occupa di musica italiana. Nello stesso anno ha pubblicato il libro Quanto mi dai per Endrigo? che, ricostruendo la storia di Mario Minasi, uno tra i più noti impresari italiani, raccoglie anche interviste ai personaggi che hanno fatto la storia della musica leggera italiana (tra cui Jula de Palma, Bruno Canfora, Miranda Martino, Sergio Endrigo, Riccardo Del Turco). Nel maggio 2009 ha suscitato molte polemiche un'intervista realizzata da Becker a Loredana Bertè e pubblicata nel numero di Musica Leggera di quel mese, in cui la cantante ha accusato senza perifrasi il padre di aver causato la morte della sorella Mia Martini; la notizia è stata poi ripresa da alcuni quotidiani.
Maurizio Becker fa parte della giuria nazionale della trasmissione radiofonica Demo, in onda su Radio1. Ha inoltre lavorato come autore e compilatore per opere a fascicoli di argomento musicale per le case editrici De Agostini e Fratelli Fabbri Editori, come Band in Italy. Nel 2011 ha curato la pubblicazione di Da Mameli a Vasco. 150 canzoni che hanno unito gli italiani, in cui vengono raccolte 150 schede di canzoni entrate nella storia della musica leggera italiana; tra gli autori delle singole schede, oltre allo stesso Becker, vi sono giornalisti musicali e cantanti noti come Fausto Cigliano, Giorgio Calabrese, Christian Calabrese, Timisoara Pinto, Franco Settimo, Giorgio Conte, Enzo Giannelli, Michele Neri, Enrico De Angelis, Vito Vita, Stefano Torossi, Franco Zanetti, Piergiuseppe Caporale, Mimmo Liguoro. Nel 2024 dal suo libro C'era una volta la RCA viene tratto il documentario in due puntate "Lato A – La storia della più grande casa discografica italiana", sulla storia della RCA Italiana, con la partecipazione di Marco Giallini, in onda su Rai 3.

## Libri
- 1996: Freddie Mercury: il grande provocatore (Alpi editore, Roma)
- 1996: Bob Marley: Jamaican Blues (Alpi editore, Roma)
- 1996: Kurt Cobain: storia di un ribelle (Alpi editore, Roma)
- 1997: Jimi Hendrix: storia vera di un mito (Alpi editore, Roma)
- 1997: Pink Floyd: oltre il muro (Alpi editore, Roma)
- 1999: La canzone napoletana (Octavo edizioni, Firenze)
- 2007: C'era una volta la RCA. Conversazioni con Lilli Greco (Coniglio Editore)
- 2008: Quanto mi dai per Endrigo? (Coniglio Editore)
- 2011: Da Mameli a Vasco. 150 canzoni che hanno unito gli italiani (Coniglio Editore)